# Partito Repubblicano Progressista (Turchia)
Il Partito Repubblicano Progressista (in turco Terakkiperver Cumhuriyet Fırkası, ترقی‌ پرور جمهوریت فرقه‌ سی) è stato un partito politico in Turchia tra il 1924 e il 1925. Venne fondato il 17 novembre 1924 da Ali Fuat (Cebesoy) Pasha, Kâzım Karabekir, Refet (Bele) Pasha, Rauf (Orbay) Bey e Adnan (Adıvar) Bey. Il partito fu bandito il 5 giugno 1925 dopo la ribellione dello sceicco Said.

## Contesto
Quasi un anno prima che Grecia e Turchia firmassero il Trattato di Losanna nell'estate del 1924, il sultanato ottomano venne abolito e lo stato turco fu formalmente dichiarato come repubblica, segnando la fine di sei secoli di dominio imperiale. Dopo la firma del trattato di pace, Istanbul fu ceduta ai nazionalisti turchi al potere poiché gli eserciti occupanti si ritirarono alla fine della guerra d'indipendenza turca. Tuttavia, il conflitto politico interno non era ancora stato risolto e alcuni membri affermati del Movimento nazionale turco tra cui Ali Fuat Cebesoy, Kâzım Karabekir, Adnan Adıvar e Rauf Orbay erano sempre più ansiosi di essere presi di mira da Mustafa Kemal Atatürk, che aveva già abolito il califfato e vietato il ripristino del partito Comitato di Unione e Progresso (CUP). Nel novembre 1924, pochi mesi dopo l'abolizione del califfato, i membri dell'ex CUP e del Movimento Nazionale si unirono per formare il Partito Repubblicano Progressista in opposizione a quello che consideravano il governo autoritario di Mustafa Kemal e il Partito Repubblicano Popolare (CHP) al potere.

## Capi di partito

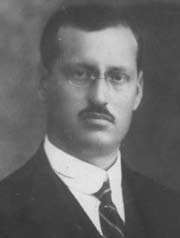
Ismail Canbulat (1880-1926)

I leader dei partiti erano costituiti dal generale in pensione Kâzım Karabekir che ne divenne presidente, Adıvar e Orbay come vicepresidenti e diversi ex membri del Comitato di Unione e Progresso (CUP) come Rüştü Pasha, Bekir Sami Kunduh, Ahmet Şükrü e İsmail Canbulat come membri del Comitato amministrativo centrale.

## Politiche
In politica interna, il partito sosteneva una democrazia liberale, ma era accusato dal governo di essere il veicolo degli islamisti nel tentativo di sovvertire il governo appena costituito. Dopo che Mustafa Kemal Pasha imputò a Karabekir la ribellione dello sceicco Said e il tentato assassinio compiuto su di sé a Smirne, il partito fu chiuso dal governo il 5 giugno. Di conseguenza, Karabekir e molti membri del partito furono portati davanti alla corte marziale dal Tribunale dell'Indipendenza e imprigionati anche se in seguito vennero rilasciati. Kabekir fu tuttavia tenuto agli arresti domiciliari per due decenni insieme agli 82 membri dell'opposizione. Durante la presidenza di İsmet İnönü fu riabilitato e scelto come membro del Parlamento e venne eletto come presidente dell'Assemblea nazionale dopo la fine della seconda guerra mondiale.